# وليام دوبسون
وليام دوبسون (بالإنجليزية: William Dobson)‏ (و. 1610 – 1646 م) هو رسام بورتريه، وcourt painter، ورسام من مملكة إنجلترا . ولد في لندن .
توفي في أكسفورد .

## أعمال بارزة
من أهم أعماله:
- Prince of Wales.

## روابط خارجية
- وليام دوبسون على موقع الموسوعة البريطانية (الإنجليزية)